# Carta de los Derechos del Peatón

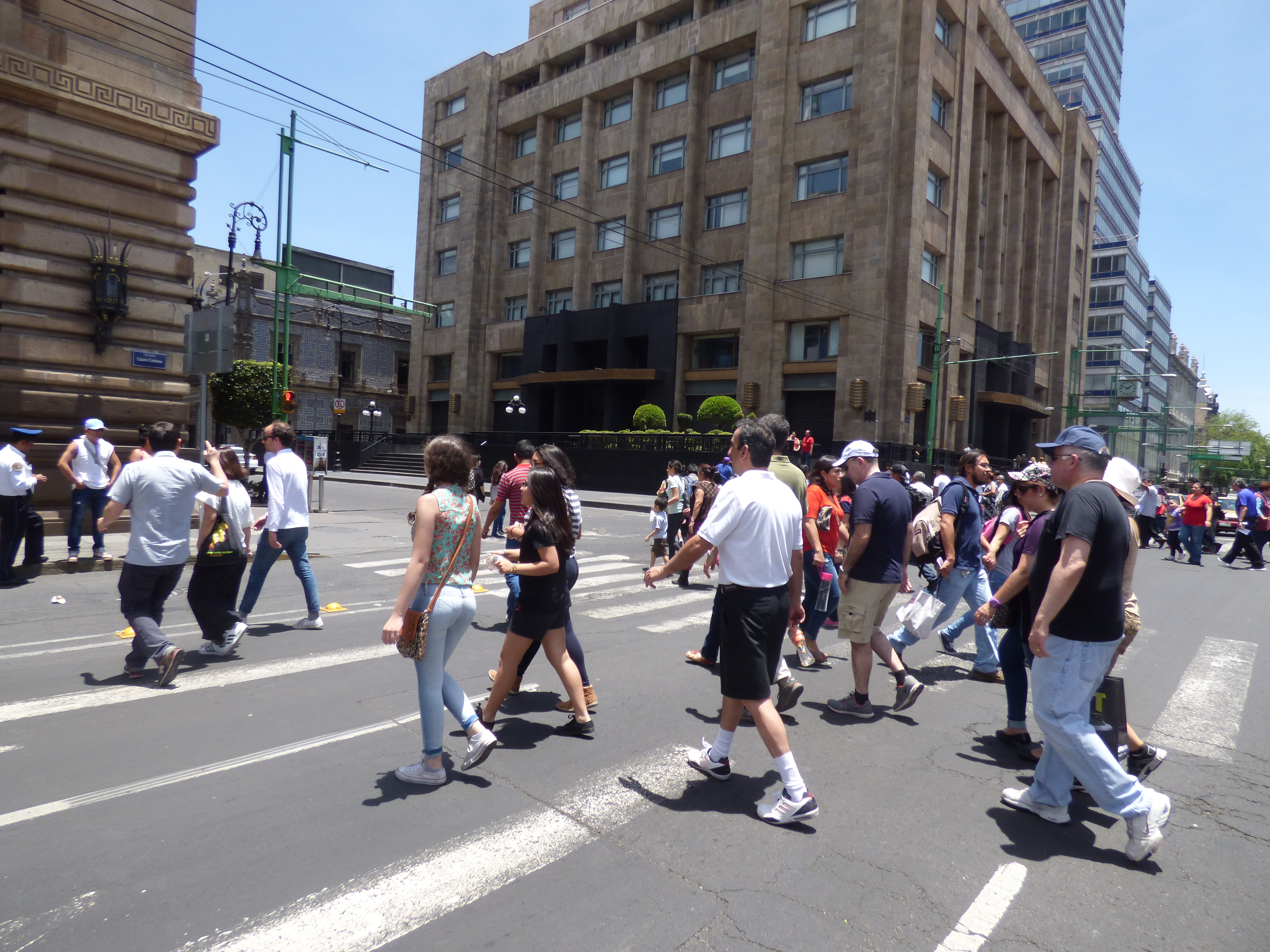
Peatones Mexicanos

La Carta de los Derechos del Peatón es un documento que establece los derechos de los peatones en México. Dicho documento consta de 14 principios fundamentales para el efectivo ejercicio de los derechos del peatón. Fue elaborada por la Liga Peatonal que es una red de organizaciones, colectivos, asociaciones y personas en toda la república.

## Contenido de la Carta
1. el peatón es el andante del espacio público urbano.

## Historia
- La CMDP es una idea basada en la Carta Europea de los Derechos del Peatón que se expide en 1988 y que es adoptada por el parlamento europeo.[3]